# NA-624
La NA-624 es una carretera de interés para la Comunidad Foral de Navarra, tiene una longitud de 12 km, que comunica Peralta con Andosilla.

## Recorrido
| Denominación | Kilómetro | Salida                | Carretera             | Dirección             |
| ------------ | --------- | --------------------- | --------------------- | --------------------- |
| NA-624       | 0         |                       | NA-115                | Tafalla Peralta       |
| NA-624       | 0         |                       | NA-8103               | Peralta               |
| NA-624       | 6         |                       | NA-653                | San Adrián            |
| NA-624       | 11        | Travesía de Andosilla | Travesía de Andosilla | Travesía de Andosilla |
| NA-624       | 11        |                       | NA-134                | San Adrián            |